# Sybra intorta
Sybra intorta är en skalbaggsart som beskrevs av Stefan von Breuning 1939. Sybra intorta ingår i släktet Sybra och familjen långhorningar. Inga underarter finns listade i Catalogue of Life.